# Константин Заслонов (фильм)
«Константин Заслонов» — советский чёрно-белый художественный фильм, поставленный на киностудии «Беларусьфильм» в 1949 году режиссёрами Александром Файнциммером и Владимиром Корш-Саблиным.
Премьера фильма в СССР состоялась 12 сентября 1949 года.
Посвящён памяти руководителя оршанских партизан, Героя Советского Союза Заслонова Константина Сергеевича.

## В ролях
- Владимир Дружников — Заслонов
- Юрий Толубеев — Секретарь ЦК КП(б)Б
- Александр Хвыля — Секретарь ОБКОМА
- Глеб Глебов — Кропля
- Владимир Дорофеев — Шурмин
- Владимир Дедюшко — Крушина
- Владимир Балашов — Докутович
- Инна Кондратьева — Галина
- Лидия Штыкан — Аня
- Владимир Марьев — Семенихин
- Яков Малютин — Кубэ
- Геннадий Мичурин — Хирт
- Владимир Соловьёв — Нейгауз
- Лев Фенин — Гаммер
- Здислав Стомма — Буравчик

## Съёмочная группа
- Сценарий — Аркадия Мовзона
- Главные режиссёры: — — Александр Файнциммер, Владимир Корш-Саблин
- Главный оператор — Александр Гинцбург
- Режиссёр — Иосиф Шапиро
- Композитор — Анатолий Богатырёв
- Художник — Михаил Юферов
- Звукооператор — Аркадий Лупал

## Награды
- Лауреатами Сталинской премии третьей степени в области литературы и искусства 1950 года за кинокартину «Константин Заслонов» стали:
Корш-Саблин (Саблин) Владимир Владимирович и Файнциммер, Александр Михайлович, режиссёры, Дружников, Владимир Васильевич, исполнитель заглавной роли, Хвыля (Брессем) Александр Леопольдович, исполнитель роли Секретаря райкома, Дорофеев, Владимир Андреевич, исполнитель роли деда Кузьмы, Соловьёв, Владимир Романович, исполнитель роли Нейгауза, Мичурин, Геннадий Михайлович, исполнитель роли Хирта.